# Dirk De Smet
Dirk De Smet (Kapellen, 30 april 1969) is een Vlaamse soulzanger en saxofonist. Hij is een leraar lichamelijke opvoeding. Hij werd bekend door zijn deelname aan de talentenjacht X-Factor op VTM. Deze won hij op 17 december 2008 met ruim 53% van de stemmen. Hij bracht twee dagen later zijn debuutsingle Walk And Don't Look Back uit.

## Discografie

### Singles
| Single met hitnotering(en) in de Vlaamse Ultratop 50 | Datum van verschijnen | Datum van binnenkomst | Hoogste positie | Aantal weken | Opmerkingen |
| ---------------------------------------------------- | --------------------- | --------------------- | --------------- | ------------ | ----------- |
| Walk And Don't Look Back                             | 19-12-2008            | 27-12-2008            | 4               | 4            |             |